# Mound City (Illinois)
Mound City – miasto w Stanach Zjednoczonych, położone w hrabstwie Pulaski w stanie Illinois, nad rzeką Ohio.

## Demografia
W 2000 roku miejscowość zamieszkiwało 681 mieszkańców. Jest stolicą hrabstwa Pulaski. W 2023 roku liczba mieszkańców spadła do 489 osób, a gęstość zaludnienia do 256 osób/km².

## Geografia
Miasto zajmuje powierzchnię 1,91 km² (0,74 mili kwadr.), położone jest na prawym brzegu rzeki Ohio, ok. 15 km od jej połączenia z Missisipi, na samym południu stanu Illinois. 

## Historia
Miasto odgrywało istotną rolę podczas wojny secesyjnej w USA, zwłaszcza w kampanii na rzekach Missisipi i Ohio. Znajdowały się tam stocznie budujące i remontujące statki i okręty rzeczne oraz Szpital Marynarki Wojennej, którego budynek obecnie jest zabytkiem wpisanym do Narodowego Rejestru Zabytków (Mound City Civil War Naval Hospital). Ponadto, znajduje się tam Narodowy Cmentarz ofiar wojny secesyjnej (8098 pochówków), również wpisany do Narodowego Rejestru Zabytków